# Червоный (фильм)
«Червоный» (укр. Червоний) — украинский исторический боевик, экранизация одноимённого романа Андрея Кокотюхи. Писатель стал также сценаристом ленты. Украинская премьера состоялась 23 августа 2017 года в киевском кинотеатре «Оскар» (ТРЦ Gulliver); с 24 августа 2017 года — на День независимости Украины — стартовал всеукраинский прокат фильма.
Кинофильм создан при финансовой поддержке Госагентства Украины по вопросам кино, которое профинансировало 50 % (₴10 млн.) из общей сметы в ₴ 20 млн. Фильм стал результатом совместного производства продюсерского центра «InsightMedia» (Киев) и Одесской киностудии (Одесса).
В августе 2017 года лента приняла участие в отборе на выдвижение фильма от Украины на юбилейную 90-ю кинопремию «Оскар» Американской академии кинематографических искусств и наук в категории «Лучший фильм на иностранном языке».

## Сюжет
В 1947 году в ИТЛ попадают двое украинцев. Главный герой — воин УПА Данило Червоный. Другой украинец — Виктор Гуров, советский лётчик из Чернигова, самолет которого был сбит над позициями врага и его считают дезертиром, который был в плену. Гуров считает Сталина героем и верит в то, что военный суд ошибся. Оба героя должны пройти через ад и нечеловеческие условия каторги, преследования уголовных главарей, подлость, предательство и отчаяние.
Данило находит в себе силы противостоять репрессиям начальника лагеря и делает отчаянную попытку вырваться на свободу, подняв первое восстание в лагере.

## В ролях
| Актёр             | Персонаж        | Роль             |
| ----------------- | --------------- | ---------------- |
| Николай Береза    | Данило Червоный | командир УПА     |
| Олег Шульга       | Виктор Гуров    | советский лётчик |
| Александр Мавриц  | Майор Абрамов   | начальник лагеря |
| Любовь Тищенко    | Тамила          | врач             |
| Игорь Колтовский  | Коля Тайга      | вор в законе     |
| Олег Стефанов     | Ворон           | воин УПА         |
| Владимир Шпудейко | Боронин         | капитан лагеря   |
| Яков Ткаченко     | Хмара           | воин УПА         |

## Создание фильма
Съёмочный период начался 10 марта 2016 года в Кривом Роге, декорации лагеря были расположены неподалёку от обрыва «Провал СССР».

## Восприятие

### Оценки и критика
Лента получила смешанные отзывы от украинских кинокритиков. Екатерина Слипченко на сайте Zaxid.net положительно оценила фильм, особенно похвалив убедительную, без чрезмерной «театральщины», игру практически всех героев фильма. Максим Ивануха с телеканала Эспрессо TV и Елена Концевич из интернет-газеты Збруч негативно оценили фильм, отметив карикатурность антагонистов фильма (коммунистов) и простоту и банальность сюжета. Кинокритики также отметили излишнюю литературность украинского языка актёров и преимущественно русскоязычность ленты; в частности Юлия Толстых с телеканала ЗИК отметила, что в фильме присутствует в основном русский язык.

### Кассовые сборы
Прокат в Украине начался в День независимости, 24 августа 2017 года. В течение пред-премьерного ограниченного проката и первой недели широкого проката было продано 19 995 билетов, а фильм был показан на 185 экранах, собрав ₴1,47 млн. ($53 тыс.), что в то время позволило ему занять шестое место среди других премьер.
За вторую неделю проката фильм собрал дополнительно ₴571 тыс., доведя общие сборы ленты до ₴2,6 млн..
В общем лента продержалась в украинском прокате 11 недель и собрала ₴3,1 млн..

## Награды и номинации
| Список наград и номинаций | Список наград и номинаций | Список наград и номинаций   | Список наград и номинаций | Список наград и номинаций | Список наград и номинаций |
| Кинофестиваль/Кинопремия  | Год                       | Категория                   | Номинант(ы)               | Результат                 | Прим.                     |
| ------------------------- | ------------------------- | --------------------------- | ------------------------- | ------------------------- | ------------------------- |
| Премия «Золотая юла»      | 20.04.2018                | Лучший художник по костюмам | Светлана Симонович        | Победа                    | [ 21 ] [ 22 ]             |
| Премия «Золотая юла»      | 20.04.2018                | Премия зрительских симпатий | Червоный                  | Номинация                 | [ 21 ] [ 22 ]             |